# Station Denain
Station Denain is een spoorwegstation in de Franse gemeente Denain.

## Foto's

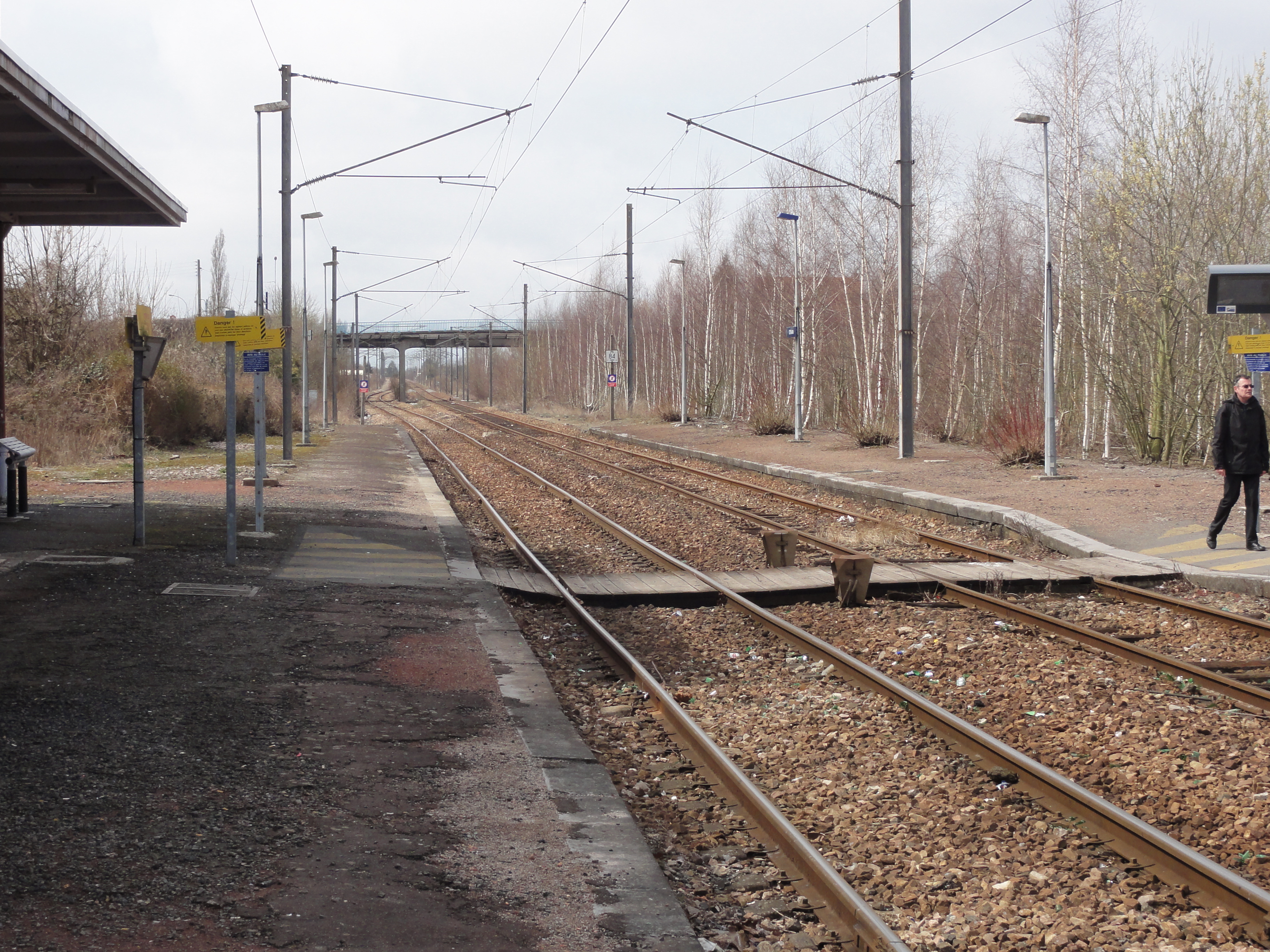